# Dead Again (Mercyful Fate-album)
 For alternative betydninger, se Dead Again. (Se også artikler, som begynder med Dead Again)
Dead Again er det sjette studiealbum fra det danske heavy/black metal-band Mercyful Fate, udgivet i 1998 af Metal Blade Records. Det er det første Mercyful Fate-album uden guitaristen Michael Denner. Det repræsenterede også en ny æra for bandet, da produktionen er mere mudret og rå, og guitartonen er mere forvrænget end på de foregående tre album.[kilde mangler]

## Spor
1. "Torture (1629)" – 5:03
2. "The Night" – 5:51
3. "Since Forever" – 4:39
4. "The Lady Who Cries" – 4:18
5. "Banshee" – 4:47
6. "Mandrake" – 6:06
7. "Sucking Your Blood" – 4:22
8. "Dead Again" – 13:41
9. "Fear" – 4:16
10. "Crossroads" – 5:42